# جوليان جوزيف
جوليان جوزيف (بالإنجليزية: Julian Joseph)‏ هو عازف جاز وعازف بيانو بريطاني، ولد في 11 مايو 1966 في لندن في المملكة المتحدة.

## وصلات خارجية
- الموقع الرسمي
- جوليان جوزيف على موقع IMDb (الإنجليزية)
- جوليان جوزيف على موقع ميوزك برينز (الإنجليزية)
- جوليان جوزيف على موقع أول ميوزيك (الإنجليزية)
- جوليان جوزيف على موقع ديسكوغز (الإنجليزية)